# Francisco de Castro Matoso Corte-Real
Francisco de Castro Matoso da Silva Corte-Real ComNSC (23 de Novembro de 1832 – 16 de Agosto de 1905) foi um magistrado e político português. 

## Biografia
Nasceu em Oliveirinha, no concelho e distrito de Aveiro, a 23 de Novembro de 1832, filho primogénito de Francisco Joaquim de Castro Pereira Corte-Real, da vila da Feira, ligado à família Fijô e último Senhor do Morgado da Casa da Oliveirinha, membro da Junta Governativa de Aveiro e presidente da Câmara Municipal daquela cidade, e de sua mulher Maria Augusta de Meneses da Silva e Castro. Descendia assim de uma família aristocrática que, pela linha materna, se cruzava com a do marquês de Pombal e, pela linha paterna, descendia do 1.° Conde da Feira e era colateral do 1.° Conde de Fijô. Foi irmão mais velho do líder do Partido Progressista e Presidente do Conselho de Ministros, José Luciano de Castro, e tio de Augusto de Castro, jornalista e político do Estado Novo.
Formou-se em Direito na Universidade de Coimbra no ano de 1854, tendo seguido carreira na magistratura. Foi delegado do procurador régio na Feira e juiz de Direito de 1.ª Instância de 3.ª classe em Nisa e Benavente. Em 1866, era o procurador régio junto do Tribunal da Relação do Porto. Promovido a juiz de Direito de 2.ª classe (1870), exerceu em Sintra, no Porto, como ajudante do procurador-geral da Coroa e Fazenda (1878) e na comarca de Coimbra (1879). Ascendeu à 2.ª Instância e foi colocado na Relação dos Açores (1885). Foi transferido para o Tribunal da Relação de Lisboa no mesmo ano. Subiu a presidente desta instituição por Decreto de 18 de Junho de 1901, tendo tomado posse no dia seguinte. Terminou a sua carreira como juiz conselheiro do Supremo Tribunal de Justiça (1901).
Paralelamente, teve um percurso político de relevo; foi eleito deputado em sete legislaturas, entre 1884 e 1897.
Elevado a Par do Reino vitalício (1898), foi, mais tarde, em 1905, feito vice-presidente da Câmara dos Pares do Reino. Fez parte das comissões do Código Penal (1888) e da Reforma Judiciária (1890).
Faleceu em Lisboa, a 16 de Agosto de 1905. O cadáver foi transportado para a sua terra natal de Oliveirinha, onde ficou num jazigo de família.